# Ecorregión terrestre bosques secos montanos bolivianos
La ecorregión terrestre bosques secos montanos bolivianos (en inglés Bolivian montane dry forests) (NT0206), también denominada ecorregión terrestre valles centrales de Bolivia o ecorregión terrestre valles secos interandinos, es una georregión ecológica situada en valles interserranos del centro-oeste de América del Sur. Se la incluye entre los bosques latifoliados secos tropicales y subtropicales del neotrópico de la ecozona Neotropical.

## Distribución
Se distribuye mayormente en el centro y sur de Bolivia, en los departamentos de: Chuquisaca, Cochabamba, La Paz, Potosí, Santa Cruz, y Tarija, en altitudes entre los 2300 y los 3400 m s. n. m..
Penetra marginalmente en el norte de la Argentina, en algunos valles limítrofes en el extremo norte de las provincias de Jujuy y Salta.

## Características geográficas

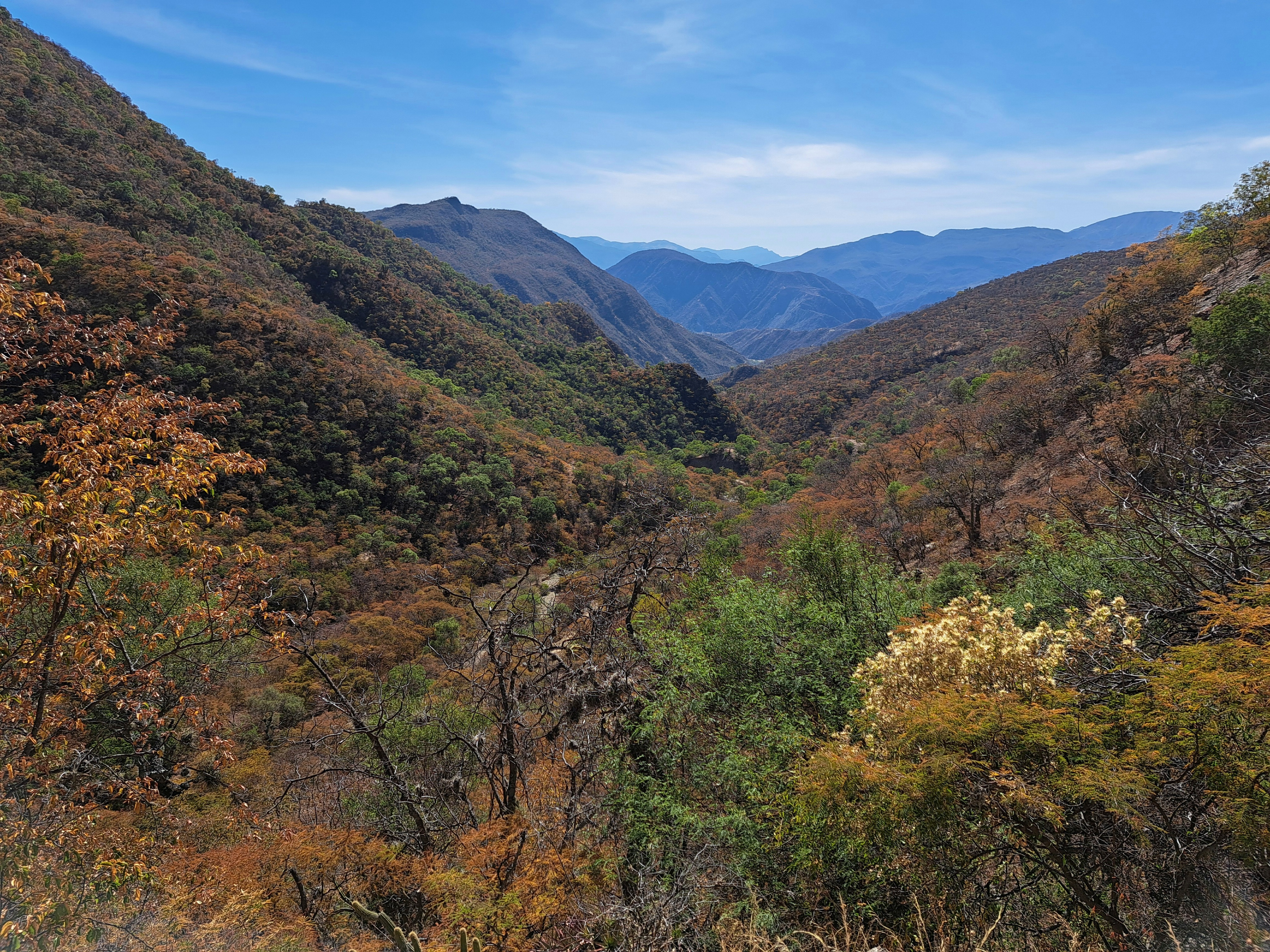
Paisaje del bosque seco interandino en los valles de Bolivia.

Los suelos en los valles están compuestos por materiales finos, como resultado del origen aluvial y fluvial, vinculados al gran aporte de materiales provenientes del sector montañoso andino que los rodea. Estos sedimentos externos fueron rellenando fosas tectónicas.
En las áreas montañosas y serranas abundan los suelos rocosos, con un perfil de materia orgánica de pocos centímetros, o ausente.

## Características biológicas

### Flora
Esta ecorregión se relaciona con la provincia fitogeográfica prepuneña, con el distrito fitogeográfico del monte de sierras y bolsones de la provincia fitogeográfica del monte, y con el distrito fitogeográfico chaqueño serrano de la provincia fitogeográfica chaqueña, pertenecientes todos al dominio fitogeográfico chaqueño.
Son abundantes las leguminosas mimosóideas, las grandes cactáceas arborescentes columnares del tipo cereiformes, y los tapices de bromeliáceas terrestres y epifitas. En los valles secos la vegetación está dominada por el quebracho de la sierra, el algarrobo blanco, el itín, etc. 

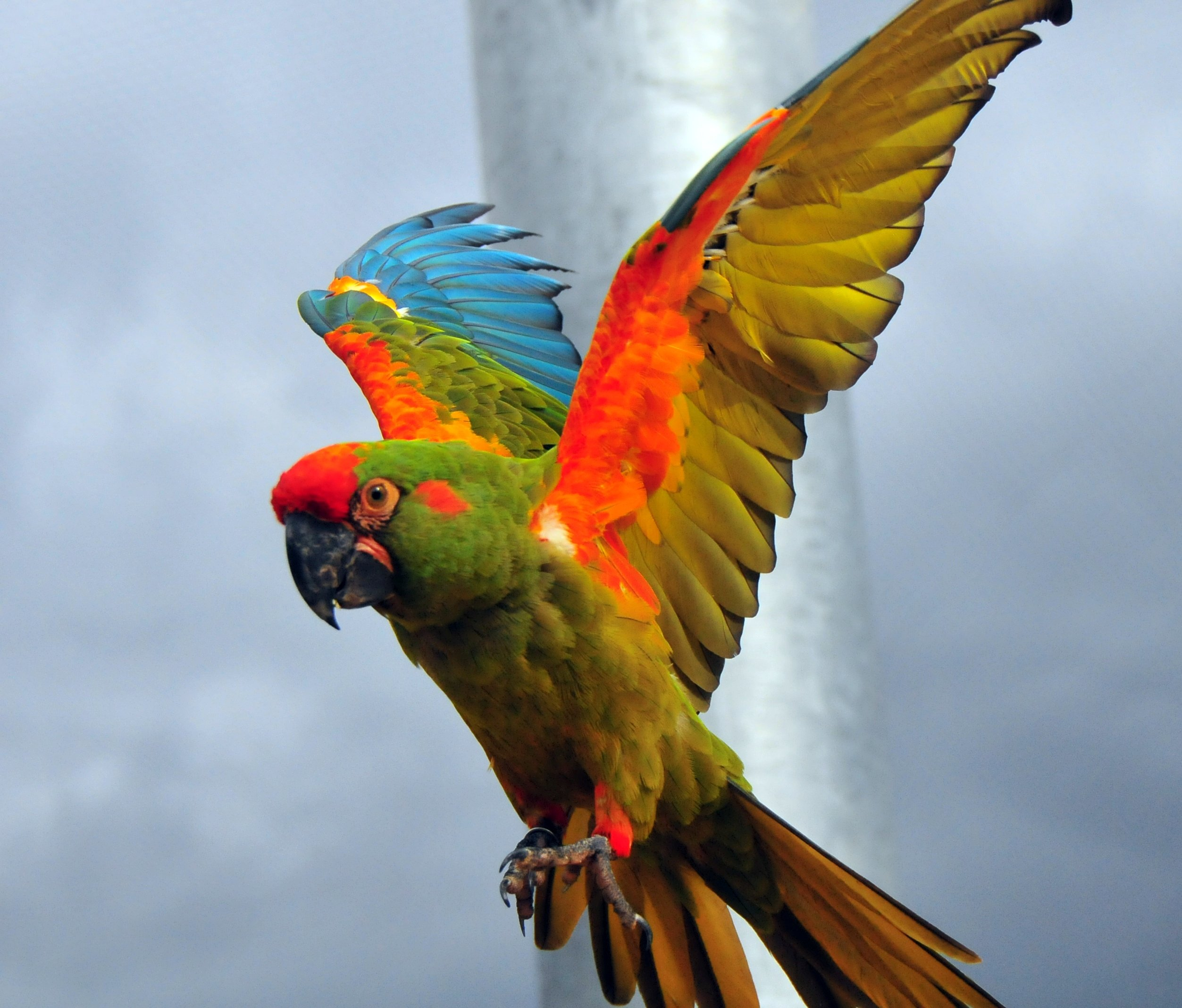
La paraba de frente roja es un ave endémica de esta ecorregión.

### Fauna
Entre la fauna típica de esta ecorregión sobresalen las aves. Entre las especies endémicas o características se encuentran: picaflor andino castaño, Aglaeactis pamela, Asthenes heterura, Compsospiza garleppi, Sicalis luteocephala, Saltator rufiventris, Oreomanes fraseri, Diglossa carbonaria, Leptasthenura yanacensis, etc.
Mención especial merecen dos especies de psitácidos exclusivos: la lorita boliviana y la paraba de frente roja, esta última es el animal endémico de mayor tamaño de esta ecorregión.